# USA:s regeringsdepartement
USA:s regeringsdepartement (engelska: United States federal executive departments) hör till de äldsta organisationerna av den federala statsmakten. De ursprungliga departementen – utrikes-, krigs-  och finansdepartementen – inrättades med bara några veckors mellanrum under år 1789.

## Nuvarande exekutiva departement
Idag (2012) existerar följande departement:
| Sigill                          | Namn                                                                         | Chef                                                               | Grundat             | 2009 års budget i miljarder dollar | Antal anställda (2007) |
| ------------------------------- | ---------------------------------------------------------------------------- | ------------------------------------------------------------------ | ------------------- | ---------------------------------- | ---------------------- |
|                                 | USA:s utrikesdepartement (Department of State)                               | USA:s utrikesminister (Secretary of State)                         | 1789                | 16,39                              | 18 900,0               |
|                                 | USA:s finansdepartement (Department of the Treasury)                         | USA:s finansminister (Secretary of the Treasury)                   | 1789                | 19,56                              | 115 897,0              |
|                                 | USA:s inrikesdepartement (Department of the Interior)                        | USA:s inrikesminister (Secretary of the Interior)                  | 1849                | 90,00                              | 71 436,0               |
|                                 | USA:s justitiedepartement (Department of Justice)                            | USA:s justitieminister (Attorney General)                          | 1870                | 46,20                              | 112 557,0              |
|                                 | USA:s jordbruksdepartement (Department of Agriculture)                       | USA:s jordbruksminister (Secretary of Agriculture)                 | 1889                | 134,12                             | 109 832,0              |
|                                 | USA:s handelsdepartement (Department of Commerce)                            | USA:s handelsminister (Secretary of Commerce)                      | 1903                | 15,77                              | 141 885,0              |
|                                 | USA:s arbetsmarknadsdepartement (Department of Labor)                        | USA:s arbetsminister (Secretary of Labor)                          | 1913                | 137,97                             | 17 347,0               |
|                                 | USA:s försvarsdepartement (Department of Defense)                            | USA:s försvarsminister (Secretary of Defense)                      | 1947                | 651,16                             | 3 000 000,0            |
|                                 | USA:s hälso- och socialdepartement (Department of Health and Human Services) | USA:s hälsominister (Secretary of Health and Human Services)       | 1953                | 879,20                             | 67 000,0               |
|                                 | USA:s bostadsdepartement (Department of Housing and Urban Development)       | USA:s bostadsminister (Secretary of Housing and Urban Development) | 1965                | 40,53                              | 10 600,0               |
|                                 | USA:s transportdepartement (Department of Transportation)                    | USA:s transportminister (Secretary of Transportation)              | 1966                | 73,20                              | 58 622,0               |
|                                 | USA:s energidepartement (Department of Energy)                               | USA:s energiminister (Secretary of Energy)                         | 1977                | 24,10                              | 109 094,0              |
|                                 | USA:s utbildningsdepartement (Department of Education)                       | USA:s utbildningsminister (Secretary of Education)                 | 1979                | 45,40                              | 4 487,0                |
|                                 | USA:s veterandepartement (Department of Veteran Affairs)                     | USA:s veteranminister (Secretary of Veteran Affairs)               | 1989                | 97,70                              | 235 000,0              |
|                                 | USA:s inrikessäkerhetsdepartement (Department of Homeland Security)          | USA:s inrikessäkerhetsminister (Secretary of Homeland Security)    | 2003                | 40,00                              | 208 000,0              |
| Summa budget & antal anställda: | Summa budget & antal anställda:                                              | Summa budget & antal anställda:                                    | $3 997,80 miljarder | 4 193 144                          |                        |

## Tidigare exekutiva departement
| Sigill | Departement                                                                                       | Chef                                                 | Datum     | Noteringar |
| ------ | ------------------------------------------------------------------------------------------------- | ---------------------------------------------------- | --------- | --- |
|        | USA:s krigsdepartement (Department of War)                                                        | USA:s krigsminister (Secretary of War)               | 1789–1947 | Omdöpt till armédepartementet 1947 |
|        | USA:s postdepartement (Post Office Department)                                                    | USA:s generalpostmästare (Postmaster General)        | 1792–1971 | Ombildades 1971 till den oberoende myndigheten United States Postal Service. |
| Inget  | USA:s handel- och arbetsmarknadsdepartement (Department of Commerce and Labor)                    |                                                      | 1903–1913 | Delat mellan handelsdepartementet och arbetsmarknadsdepartementet |
|        | USA:s armédepartement (Department of the Army)                                                    | USA:s arméminister (Secretary of the Army)           | 1947–1949 | Från 1947-1949 hade cheferna för dessa kabinettsrang och rapporterade till försvarsministern (Secretary of Defense) som saknade ett eget departement. Från 1949 är dessa inte längre regeringsdepartement utan istället militärdepartement inom USA:s försvarsdepartement. |
|        | USA:s marindepartement (Department of the Navy)                                                   | USA:s marinminister (Secretary of the Navy)          | 1798–1949 | Från 1947-1949 hade cheferna för dessa kabinettsrang och rapporterade till försvarsministern (Secretary of Defense) som saknade ett eget departement. Från 1949 är dessa inte längre regeringsdepartement utan istället militärdepartement inom USA:s försvarsdepartement. |
|        | USA:s flygvapendepartement (Department of the Air Force)                                          | USA:s flygvapenminister (Secretary of the Air Force) | 1947–1949 | Från 1947-1949 hade cheferna för dessa kabinettsrang och rapporterade till försvarsministern (Secretary of Defense) som saknade ett eget departement. Från 1949 är dessa inte längre regeringsdepartement utan istället militärdepartement inom USA:s försvarsdepartement. |
| Inget  | USA:s hälso-, utbildnings- och välfärdsdepartement (Department of Health, Education, and Welfare) |                                                      | 1953–1979 | Delat mellan hälso- och socialdepartementet och utbildningsdepartementet |